# 이마이치시
이마이치시(일본어: 今市市)는 일본 도치기현에 있던 도시이다. 2006년 3월 20일에 이마이치 시는 가미쓰가 군 아시오 정, 시오야군 후지하라 정, 구리야마 촌과 합쳐져 확장된 닛코시가 되었다. 이러한 합병으로 예전의 이마이치 시청사는 현재 새로운 닛코 시청사가 되었다.

## 역사
에도 시대에 닛코 가도의 역참 마을였으며 닛코 예폐사 가도, 아이즈 서가도가 분기하는 교통의 요충지였다.
- 1889년 4월 1일：이마이치 촌을 포함한 9개 촌이 합병해 이마이치 정이 성립하였다.
- 1890년 6월 1일：일본 철도(→국철→현 동일본 여객철도) 이마이치 역이 개설되었다.
- 1929년 7월 7일：도부 철도 이마이치 역이 개설되었다.
- 1954년 3월 31일：가미쓰가 군 오치아이 촌, 가와치군 도요가 촌을 편입, 시로 승격해 이마이치 시가 되었다.
- 2006년 3월 20일：이마이치 시, 옛 닛코 시, 아시오 정, 후지하라 정, 구리야마 촌이 합병해, 신설된 닛코 시가 되었다.

## 교통

### 철도
동일본여객철도
- 닛코선 : 이마이치역 - 시모이마이치역 - 후바사미역 - 시모쓰케오사와역

도부 철도
- 도부 닛코선: 시모고시로역 - 묘진역 - 시모이마이치역 - 가미이마이치역
- 도부 기누가와선: 시모이마이치역 - 다이야무코역 - 오쿠와역

### 도로
- 국도 제119호선
- 국도 제120호선
- 국도 제121호선
- 국도 제352호선
- 국도 제461호선